# دايفيد هوروفيتز
دايفيد هوروفيتز (بالإنجليزية: David Horovitz)‏ هو صحفي ومؤلف بريطاني وإسرائيلي، ولد في 12 أغسطس 1962 في لندن في المملكة المتحدة.